# Acontia expolita
Acontia expolita är en fjärilsart som beskrevs av Augustus Radcliffe Grote 1882. Acontia expolita ingår i släktet Acontia och familjen nattflyn. Inga underarter finns listade i Catalogue of Life.